# Obanos
Obanos ist ein Ort am spanischen Jakobsweg, Camino Francés, im spanischsprachigen Teil der Autonomen Gemeinschaft Navarra.
Obanos ist das historisch belegte Villa de los Infanzones – Städtchen der Landedelleute. Diese versammelten 1327 die gesellschaftlichen Kräfte des navarrischen Königreichs und schworen mit ihnen, gemeinsam gegen die Übermacht und den Ämtermissbrauch des herrschenden französischen Hochadels vorzugehen. Dieses Vorhaben stand unter dem Wahlspruch Pro libertate patriae gens libera state – Für ein freies Vaterland müsst auch ihr frei sein
Die neugotische Pfarrkirche des Ortes wurde 1911/1912 gebaut und ist Johannes dem Täufer geweiht.

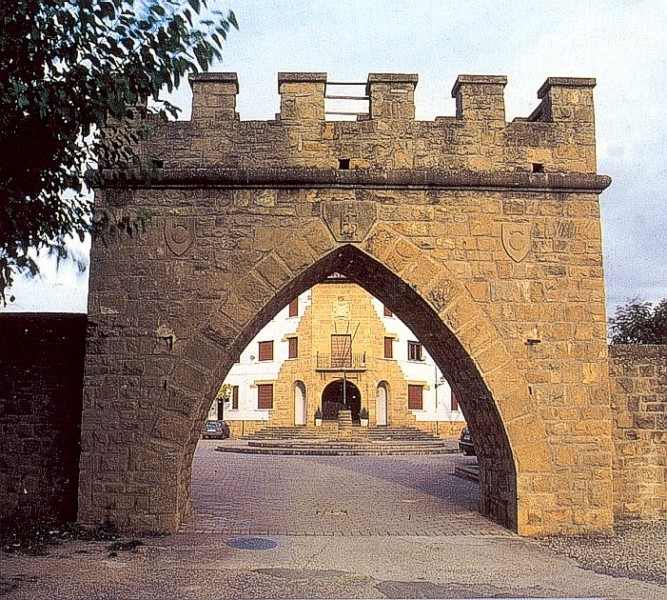
Torbogen zur Plaza de los Fueros
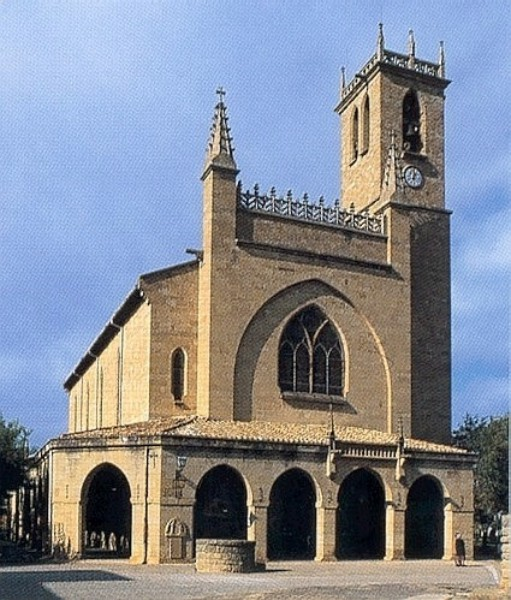
Kirche San Juan

Auf dem Dorfplatz vor der Kirche wurde 1993 die Tradition der Mysterienspiele wieder aufgenommen, die der Domherr und Schriftsteller Santos Bequiristain mit seiner Dramatisierung des Mysteriums von Obanos initiiert hatte: Von 1962 (andere Quellen sagen 1965) bis 1978 spielten professionelle und Laiendarsteller alljährlich im August die Geschichte der Felicia von Aquitanien und ihres Bruders Guillermo (Wilhelm).
Demnach entschließt sich Felicia auf ihrem Rückweg von Santiago de Compostela, einer geplanten Heirat und dem höfischen Leben zu entsagen und in den Bergen Navarras ein gottgefälliges Leben zu führen. Ihr Bruder Wilhelm versuchte, sie an den Hof zurückzubringen und erschlägt sie dabei ungewollt. Als Sühne für den Frevel wird er vom Papst zur Wallfahrt nach Santiago geschickt. Bei seiner Rückkehr entschließt er sich seinerseits zur Askese und dient fortan in der Einsiedelei der Muttergottes von Arnotegui. Er stirbt nach einem im weiteren Verlauf frommen und an Wundern reichen Leben und wird gemeinsam mit seiner Schwester als Schutzheiliger der Gegend verehrt.

Das Grab von Felicia befindet sich in der Einsiedelei Santa Maria am Ausgang des Dorfes, die Einsiedelei der Muttergottes von Arnotegui liegt auf einem Hügel auf der gegenüberliegenden Talseite. Das silberne Schädelreliquiar Wilhelms wird in der Sakristei der Pfarrkirche verwahrt. Anlässlich des Dorffestes wird es mit Wein übergossen, der dann mit Wasser gemischt und an die Anwesenden verteilt im Ruf steht, Wunderheilungen zu bewirken.
Möglicherweise handelt es sich bei dieser Sage um die nachträgliche Legendenbildung zu einer Christianisierung lokaler Gottheiten. Die Muttergottes von Arnotegui wird als weinspendend beschrieben, ihre „Vorgängerin“ könnte eine eingesessene heidnische Weingöttin gewesen sein.